# Huis Darth
Het Huis Darth was een kasteel in het Nederlandse dorp Lottum, provincie Limburg. Van het kasteel zijn slechts enkele restanten van de slotgracht behouden gebleven.

## Geschiedenis
Het goed Darth was eeuwenlang in bezit van de familie Van Darth. De oudst bekende telg uit dit geslacht is Johan. Hij kocht in 1420 samen met zijn echtgenote Aleiden goederen aan van Sander Vinck, die het zelf in erftijns had gehouden van het Quirinusklooster in Neuss. In 1438 werd opnieuw een goed in Lottum van de familie Vinck overgenomen. Hiermee raakten de heerlijke rechten van Lottum gelijkelijk verdeeld over het klooster en de familie Van Darth.
In 1452 werd Loef van Darth beleend met het erftijnsgoed, het goed en de heerlijkheid. Hij overleed in 1517, waarna zijn zoon Johan het huis als erfenis ontving. Dit was tevens de eerste keer dat er van een Huis Darth werd gesproken, dus waarschijnlijk is het kasteel gebouwd tussen 1452 en 1517.
Het bezit van het Huis Darth ging eind 16e eeuw door huwelijk van Maria van Darth met Johan Beugel over naar zijn familie. Hun zoon Marten werd als eigenaar opgevolgd door kleinzoon Herman. Na het overlijden van Herman in 1652 erfden zijn drie dochters het goed, maar weduwe Sibilla Puytlinck behield het vruchtgebruik. Sibilla hertrouwde met Frans Werner van Aerdt, die hierna met het Huis Darth werd beleend. Zij overleed rond 1660. Aangezien de oudste dochter koos voor het kloosterleven en het huis ook nog in een bouwvallige staat verkeerde, besloten de drie dochters in 1663 om het Huis Darth te verkopen. Er rustten echter nog diverse schulden op het goed, en de aankopende partij, schepen Gerard van Zoutelande, bleek uiteindelijk niet in staat alles af te lossen. Daarom verviel in 1690 het Huis Darth alsnog aan Frans Werner van Aerdt, weduwnaar van Sibilla Puytlinck.

### Pastorie
In 1714 werd het Huis Darth door de kleinkinderen van Frans Werner verkocht aan de kerk van Lottum, die het gebouw al enige tijd in gebruik had als pastorie.
Het Huis Darth raakte in vervallen staat. Omdat renovatie erg veel geld zou kosten en de pastoor het gebouw toch al te groot vond, werd in 1791 door de koning van Pruisen – op dat moment de leenheer van Darth - toestemming gegeven om het kasteel te slopen. Waarschijnlijk is het niet zo ver gekomen en werd het bestaande huis dermate verbouwd dat een kleiner herenhuis overbleef. In zowel 1858 als in 1901 werd het huis opnieuw ingrijpend verbouwd. Uiteindelijk volgde in 1962 de sloop van het huis. Op de fundamenten werd een bungalow gebouwd.

## Beschrijving
Het is niet bekend hoe het eerste Huis Darth er uit heeft gezien. De oudste beschrijving van het huis dateert uit 1663, toen het werd verkocht. Het betrof een adellijk huis met grachten, wallen en bijgebouwen.
Toen de pastoor het huis in 1791 wilde slopen, bestond het uit een hoofdgebouw van 20 bij 10 meter, met een souterrain en een verdieping. Tegen het hoofdgebouw aan bevonden zich nog twee vleugels van elk 6 bij 5 meter. Het kasteelcomplex had een afmeting van circa 80 bij 80 meter, afgaande op de kadastrale kaart van begin 19e eeuw.
Aerwinkel · Kasteel Afferden · Aldt Huys · Aldenborgh · Kasteel Aldenghoor · Aldenhoven · Alte Burg · Kasteel Amstenrade · Slot Annendael · Kasteel Arcen · Baersdonck · Bakvliet · Baronsberg · Baxhof · Beegden ·  Benzenrade · Kasteel De Berckt · Kasteel Bethlehem · Beusdaelshof · Binsfeld · Huis Blankenberg · Kasteel Bleijenbeek · Blitterswijck · Boerlo · Bolberg · Bollenberg · Kasteel De Bongard · Borggraaf · Kasteel d'Erp · Kasteel Borggraaf · Kasteel Borgharen · Kasteel Born · Huis Bree · Breust · Kasteel Broekhuizen · Broekhuizen · Gracht Burggraaf · Kasteel De Burght · Kasteel Cartils · Cloppenburg (Oost-Maarland) · Kasteel Cortenbach · Huis De Dael · Dammerscheid · Kasteel De Bockenhof · De Donck (Sevenum) · De Donck (Swolgen) · De Dorth ·  Huis ten Dijcken · Kasteel Doenrade · De Doom · Douve · Douvenrade · De Dries · Kasteel Erenstein · Kasteel Eijsden · Eijsden · Einrade · Kasteel Elsloo · Ensenbroek · Eperhuis · Etzenraderhuuske · Exaten · Kasteel Eijckholt · Kasteel Eyckholt · Eys · Gastendonck · Kasteel Genbroek · Gebroken Slot · Kasteel Geijsteren · Kasteel Op Genhoes · Kasteel Genhoes · Genneperhuis · Kasteel Het Geudje · Kasteel Geulle · Kasteel Geusselt · Geijsteren · Gen Heck · Ghoor · Kasteel Goedenraad · Kasteel Grasbroek · Kasteel Groenendaal · Groethof · Groot Paarlo · Kasteel van Gronsveld · De Gun ·Kasteel Haeren · Kasteel Den Halder · Heerlaer · Heeze · Heijen · 's-Herenanstel · Kasteel Hillenraad · Kasteel Hoensbroek · Hoenshuis · Holstrate · Holtmühle · Huize Holtum · Kasteel Horn · De Horst · Huys ter Horst · Ten Hove (Grathem) · Ten Hove (Panningen) · Huis Brias · Huis Darth ·  Kasteel Hurpesch · Kasteel Sint-Jansgeleen · Kasteel Jerusalem · Kasteel Kaldenbroek · Den Kamp · Kasteel Karsveld · Kasteel Keverberg · Klein Paarlo · Klimmender Huuske · De Kolck · Koppelberg · Laar · Landsfort · Kasteel Lemiers · Kasteelruïne Lichtenberg · Kasteel Limbricht · Lonesteyn · Huize Lovendael · Mazenburg · Kasteel van Meerlo · Kasteel Meerssenhoven · Meezenbroek · Kasteel van Mheer · Middelaar · Kasteel Millen · Kasteel Montfort · Movert · Mulrode · De Munt · Château Neercanne · Kasteel Neubourg · Nienghoor · Huis Nierhoven · Kasteel Nieuwenbroeck · Nije Huys · Kasteel Nijenborgh · Kasteel Nijswiller · Nijthuysen · Kasteel Obbicht · Oedenrade · Kasteel Ooijen · Kasteel Oost (Valkenburg) · Kasteel Oost (Oost-Maarland) · Kasteel Ouborg · Overen · Kasteel Passarts-Nieuwenhagen · Prickenis · Prinsenhof · Puth · De Putting · Raath · De Raay · Ravenhof · Kasteel Reijmersbeek · Kasteel van Rijckholt · Kasteel Rivieren · Rodenbroek · Rosendaal · Kasteel Schaesberg · Kasteel Schaloen · Te Scharen · Schenkenburg · Kasteel Scheres · De Spijker (Geijsteren) · De Spijker (Leeuwen) · Huis Severen · Sibberhuuske · Château St. Gerlach · Spraland · Huis De Spyker · Huize Stalberg · Stalberg (Wellerlooi) · De Steeg · Kasteel Stein · Steinhagen · Steenen Huis · Stoel van Swentibold · Strijthagen (Landgraaf) · Strijthagen (Welten) · Struyver · Kasteel Terborgh · Terlinden (Wijnandsrade) · Terveurdt · Ter Weyer · Kasteel Ter Worm · De Tombe · Huis De Torentjes · Triest · Trippaert · Kasteel Vaalsbroek · Kasteel Vaeshartelt · Valkenburg · Vliek · De Vroenhof · Vrijburg · Kasteel Wambach · Warenberg · Well · Weyershof ·  Wijlre · Kasteel Wijnandsrade · Wijnandsrade · Wijnantshof · Wissegracht · Huize Witham · Kasteel Wittem · Wolfrath · Wylre